# Мохамед Наджибула
Мохамед Наджибула е афганистански диктатор
Ръководител на службите за сигурност на Демократична република Афганистан (ДРА, 1980 – 1985), генерален секретар на НДПА (1986 – 1992) и лидер на партийното крило „Парчам“, председател на Революционния съвет на ДРА (1987), президент на Република Афганистан (1987 – 1992). Свален от муджахидините и убит от талибаните.

## Биография
Роден е на 6 август 1947 г. в град Гардез, Югоизточен Афганистан. Завършва Кабулския университет като лекар гинеколог през 1975 г. По време на следването си и след дипломирането си е активист на НДПА.
След Априлската революция в Афганистан през 1978 г. влиза в състава на висшия орган на републиката – Революционния съвет.
На 28 юни 1978 г. е изпратен като посланик на ДРА в Иран.
Обаче още през октомври същата година, обвинен заедно с други лидери на „Парчам“ в антиправителствен заговор, Наджиб е снет с поста и е лишен от гражданство. След това се крие в Москва, където се намира до Война в Афганистан (1979 – 1989).
След завръщането си в родината става началник на службата за сигурност ХАД през януари 1980 г. Присвоено му е звание генерал-лейтенант (1983). Става известен с твърдите си методи като ръководител на ХАД.
От 1981 година е член на Политбюро на Централния комитет на НДПА, а от ноември 1985 г. – секретар на ЦК на НДПА.
Става президент, наследявайки Бабрак Кармал. Води курс на помирение с въоръжената опозиция на муджахидините. Тези мерки имат определен успех, но след разпадането на СССР ислямистите си връщат влиянието. Горбачов спира военната помощ, а Елцин после спира икономическата. Това влияе още по-зле на управлението му.
През 1992 г. е свален от власт, но гражданската война в страната продължава. Укрива се в посолството на Индия до 27 септември 1996 г., когато е убит от превзелите Кабул талибани.